# 가필드 (캐릭터)
《가필드》는 짐 데이비스가 만든 만화책 같은 이름의 가필드의 가상 고양이이다. 이 만화는 가필드에 중심을 두고 있으며 게으르고 뚱뚱하며 냉소적인 오렌지 페르시아 / 토비 고양이로 묘사된다. 그는 라자냐와 잠을 자는 것을 좋아하고, 월요일과 동료 고양이 노멀 및 운동을 싫어하는 것으로 유명하다.